# Ла Троб, Чарльз
Чарльз Джозеф Ла Троб (Латроб) (англ. Charles Joseph La Trobe; Latrobe: 20 марта 1801, Лондон — 4 декабря 1875, Литлингтон, Восточный Суссекс, Англия) — английский писатель, путешественник, альпинист, колониальный администратор. Первый лейтенант-губернатор, затем — губернатор штата Виктория, Австралия (1851—1854).

## Биография

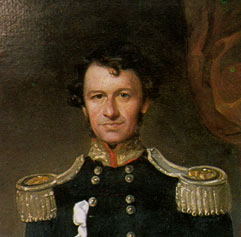
Портрет Ч. Ла Троба

Родился в Лондоне. Потомок французских гугенотов. Отец его был в числе лидеров Моравской церкви.
Образование получил в Швейцарии, где увлёкся альпинизмом.
В 1832—1834 вместе с В. Ирвингом совершил поездку по США и Мексике. Издал несколько книг, описывающих его восхождения в Альпах («The Alpenstock» (1829) и «The Pedestrian» (1832)) и путешествия за океан («The Rambler in North America» (1835) и «The Rambler in Mexico» (1836)).
В 1837 поступил на службу в управление колониями Великобритании и был отправлен в Вест-Индию с целью изучения вопроса о перспективах образования освобождённых невольников на Карибских островах.
Затем направлен в Австралию в колонию Новый Южный Уэльс.
В 1839—1850 — первый глава округа Порт Филипп (Port Phillip District), расположенного на восточной окраине Нового Южного Уэльса в Австралии. В 1851 году этот округ отделился под названием колонии-поселения Виктория (the colony of Victoria; ныне — штата Виктория); Латроб стал её губернатором.
Период его правления совпал с открытием месторождений золота, что вызвало приток большого количества людей и завершилось подавлением в 1854 Эврикского восстания (Eureka Stockade), одной из причин которого стала введённая властями система лицензирования золотоносных участков.
Умер на родине в 1875, где и был похоронен.

## Память
Имя Ла Троба (Латроба) носят ныне 
улица в Мельбурне, 
река Латроб, 

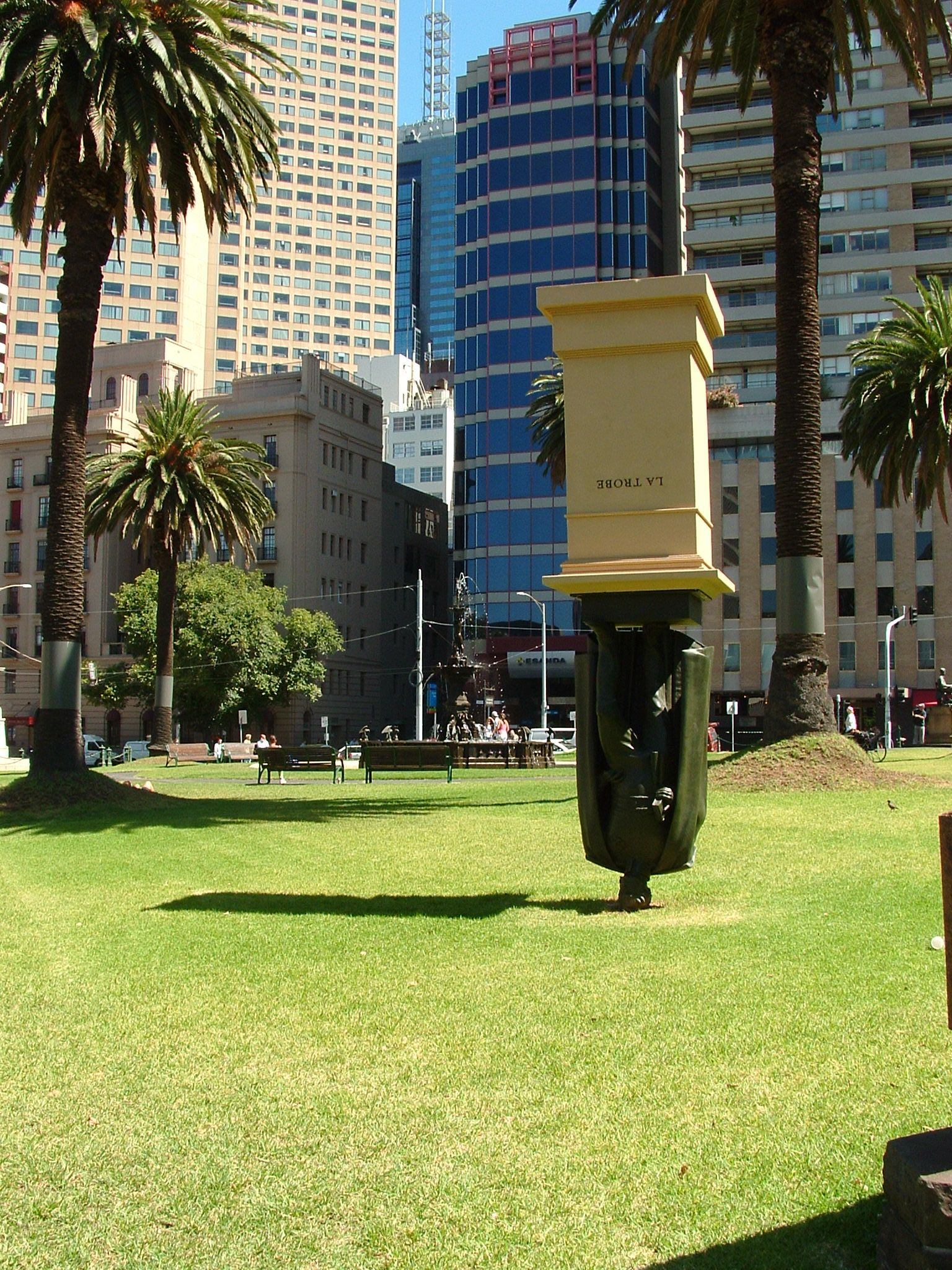
Памятник Ч. Ла Тробу в Мельбурне близ университета его имени

долина и буроугольный бассейн в штате Виктория, Австралии (Латроб-Валли), 
город и округ в Тасмании, университет Ла Троба и колледж, 
Государственная библиотека Виктории, 
здание Парламента штата Виктория (Мельбурн) и др.